# خط بلاك ألان
الخط بلاك ألان (بالإنجليزية: Black-Allan Line)‏ هو الجزء الشرقي «مستقيم الحافة» من الحدود الدولية بين ولايات أستراليا نيو ساوث ويلز وفيكتوريا. يمتد الخط إلى الشمال الغربي من كايب هاو على بحر تسمان إلى إيندي سبرينجز، في منابع نهر موراي. يشكل نهر موراي بقية الحدود بين الولايتين حتى يصل إلى حدود جنوب أستراليا.
تم تسمية الخط باسم ألكساندر بلاك وألكساندر آلان، الرجلان الذين قاما، بين عامي 1870 و 1872، بمسح الخط الذي حدد المستعمرتين.
تم تعريف حدود مقاطعة بورت فيليب في نيو ساوث ويلز في قانون دستور نيو ساوث ويلز، 1842 (المملكة المتحدة)  بأنه «... يجب أن تكون حدود مقاطعة بورت فيليب في الشمال والشمال الشرقي خط مستقيم مرسوم من كايب هاو إلى أقرب مصدر لنهر موراي ومن ثم مسار هذا النهر إلى الحدود الشرقية لمقاطعة جنوب أستراليا». يستخدم قانون الدساتير الأسترالية، 1850 (المملكة المتحدة)  الذي أنشأ مستعمرة فيكتوريا، نفس التعريف.